# Odprto prvenstvo Avstralije 2022
Odprto prvenstvo Avstralije 2022 je sto deseti teniški turnir za Grand Slam, ki je potekal med 17. in 30. januarjem 2022 v Melbournu.

## Rezultati

### Moški posamično
- Rafael Nadal :  Daniil Medvedjev, 2–6, 6–7(5–7), 6–4, 6–4, 7–5

### Ženske posamično
- Ashleigh Barty :  Danielle Collins, 6–3, 7–6(7–2)

### Moške dvojice
- Thanasi Kokkinakis /  Nick Kyrgios :  Matthew Ebden /  Max Purcell, 7–5, 6–4

### Ženske dvojice
- Barbora Krejčíková /  Kateřina Siniaková :  Ana Danilina /  Beatriz Haddad Maia, 6–7(3–7), 6–4, 6–4

### Mešane dvojice
- Kristina Mladenovic /  Ivan Dodig :  Jaimee Fourlis /  Jason Kubler, 6–3, 6–4